# リチャード・メレディス＝ハーディ
リチャード・メレディス＝ハーディ（Richard Meredith-Hardy 1958年生まれ）は、イギリスのマイクロライトプレーンのパイロットである。国際航空連盟のマイクロライ]部門のコミッションの初代の副会長となった。2004年にマイクロライトプレーンでエベレストの頂上越えの飛行などで知られる。
1985年8月から1986年7月にかけてマイクロライトプレーンで16,000kmをこえるアフリカ大陸横断飛行を行い、マイクロライトプレーンの長距離飛行記録を樹立した。2度のマイクロライトプレーンの競技会で優勝した。マイクロライトプレーンによるエベレスト越えの飛行はアンジェロ・ダリーゴとともに2002年から準備を進め、2004年5月24日にマイクロライトプレーンでエベレストの頂上越えの飛行に成功し、アンジェロ・ダリーゴはハンググライダーで飛行した。2007年には盲目のパイロット、マイルス・ヒルトン＝バーバー（Miles Hilton-Barber）とロンドンからオーストラリアのシドニーまでの21,392 Km を55日間かけて飛行した。2001年にイギリス飛行クラブ金賞を受賞し、2005年にFAI・ゴールド・エア・メダルを受賞した。